# Slaget vid Lodi
Slaget vid Lodi var ett slag mellan franska och österrikiska trupper under första koalitionskriget utanför Lodi, Lombardiet, (i nuvarande Italien) 10 maj 1796. Fransmännen stod som segrare.
De franska trupperna som förföljde de retirerande österrikiska trupperna genom Italien anlände till Casal klockan 3 på morgonen den 10 maj. Klockan 9 på morgonen stötte de franska förtrupperna på österrikiska trupper som försvarade trakten av Lodi. Napoleon befallde då allt sitt kavalleri att sitta upp och generalerna Pierre Augereau och André Massénas divisioner sattes genast i marsch. Under tiden hade förtrupperna jagat fiendens trupper på flykt och erövrat en kanon. De franska trupperna ryckte in i Lodi och följde de österrikiska trupperna som redan gått över Adda. På andra sidan floden formerade sig den österrikiska hären under befäl av Johann Peter Beaulieu i slagordning med 14 kanoner som försvarade bron över floden.
Fransmännen positionerade sitt artilleri på andra flodstranden och under några timmar besköt trupperna varandra, under det att de övriga franska trupperna formerade sig för anfall. Andra bataljonen gick främst, följd av grenadjärbataljonerna. Till en början vek sig de franska trupperna, men generalerna Louis Alexandre Berthier, Massena, Jean-Baptiste Cervoni, Claude Dallemagne, brigadchefen Jean Lannes och bataljonchefen Dupat ställde sig själva i spetsen för trupperna och lyckades gjuta mod i trupperna vilket lyckade medföra ett genombrott och de österrikiska trupperna drevs på flykten. Sedan generalerna Rusea, Angerau och Beijraund gått över kunde segern fullbordas. Det franska kavalleriet vadade över floden och kom att uppehållas av det strida vattnet från att hinna delta i striden. Det österrikiska kavalleriet sattes in för att täcka österrikarnas återtåg. Men kunde slås tillbaka av de franska trupperna. Dessa var dock efter att under dagen ha marscherat över 5 mil för trötta för att förfölja österrikarna.
Segern kom att öppna vägen till Milano för den franska armén.